# در طبیعت اشیا

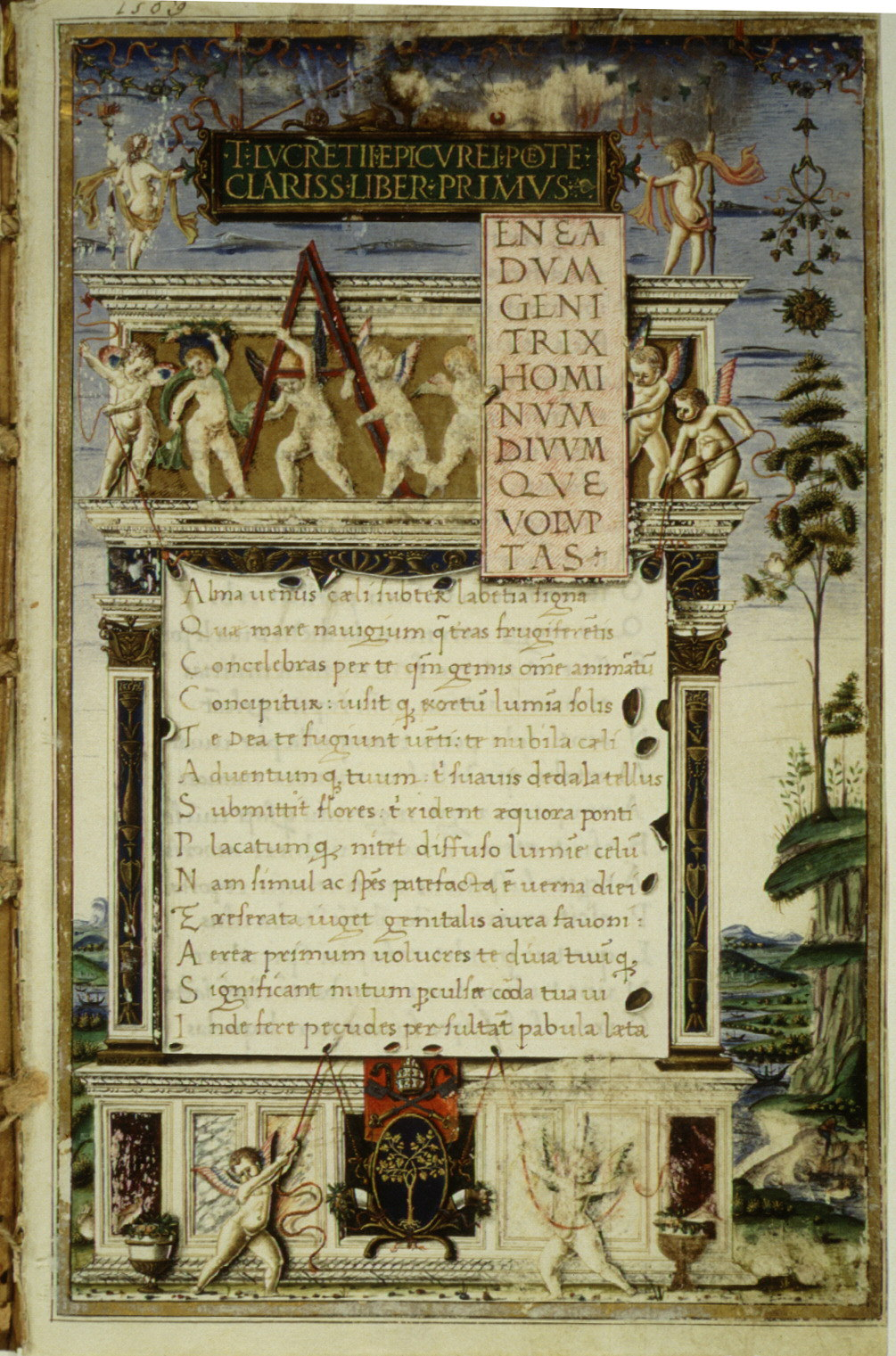
صفحهٔ اولِ کتاب در نسخهٔ کتابت‌شده به‌دست گیرولامو دی ماتئو، ۱۴۸۳ میلادی

در طبیعت اشیا یا دربارهٔ طبیعت (به لاتین: De rerum natura) نام یک دیوان شعر آموزشی مربوط به سدهٔ نخست پیش از میلاد از شاعر و فیلسوف رومی، لوکرتیوس است که با هدف توضیح فلسفهٔ اپیکوری به مخاطبان رومی سروده شده‌است.
این دیوان شعر از ۷٬۴۰۰ شش‌وزنی داکتیلیک تشکیل شده‌است که در شش کتاب بدون عنوان تنظیم شده‌اند و فیزیک اپیکوری را در قالب زبانی شعرگونه و استعاره‌آمیز واکاوی می‌کند.
لوکرتیوس این کتاب را به دوست و شاگردش، ژملوس ممیوس، تقدیم کرده‌است.

## موضوع کتاب
لوکرتیوس از اصول اتم‌گرایی، ماهیت ذهن و روح، توضیح حس و فکر، پدیدآمدن دنیا و پدیده‌های آن و چندین پدیده آسمانی و زمینی سخن می‌گوید. جهانی که در این اشعار توصیف شده بر مبنای این اصول فیزیکی و با هدایت بخت (فورتونا) و بدون دخالت غیرمادی ایزدان سنتی رومیان، کار می‌کند.
لوکرتیوس پیش از انتشار این کتاب درگذشت و دوست او، سیسرون (سخنور نامی روم)، کتاب را گردآوری و منتشر کرد. لوکرتیوس در کتاب خود، درازدستی‌های حاکمان را نکوهش کرده و سرچشمهٔ تیره‌بختی آدمی را افتادن در دام پندارهای خام و خرافات می‌داند. او در پی این بوده که با پیدا کردن سرچشمهٔ علمی پدیده‌های طبیعت، ذهن مردم را از خرافات و ادیان رهایی دهد تا بتوانند به رستگاری برسند.

## برگردان فارسی
این کتاب با نام دربارهٔ طبیعت، بدست میرجلال‌الدین کزازی به فارسی برگردانده شده‌است:
- لوکرس (۱۳۹۰). دربارهٔ طبیعت. ترجمهٔ میرجلال‌الدین کزازی. تهران: انتشارات معین. شابک ۹۷۸-۹۶۴-۱۶۵-۰۴۵-۴.